# Спотворення сигналу

Спотворення сигналу на різних видах нелінійності тракту

Гармонічні спотворення, що виникли через обмеження амплітуди сигналу

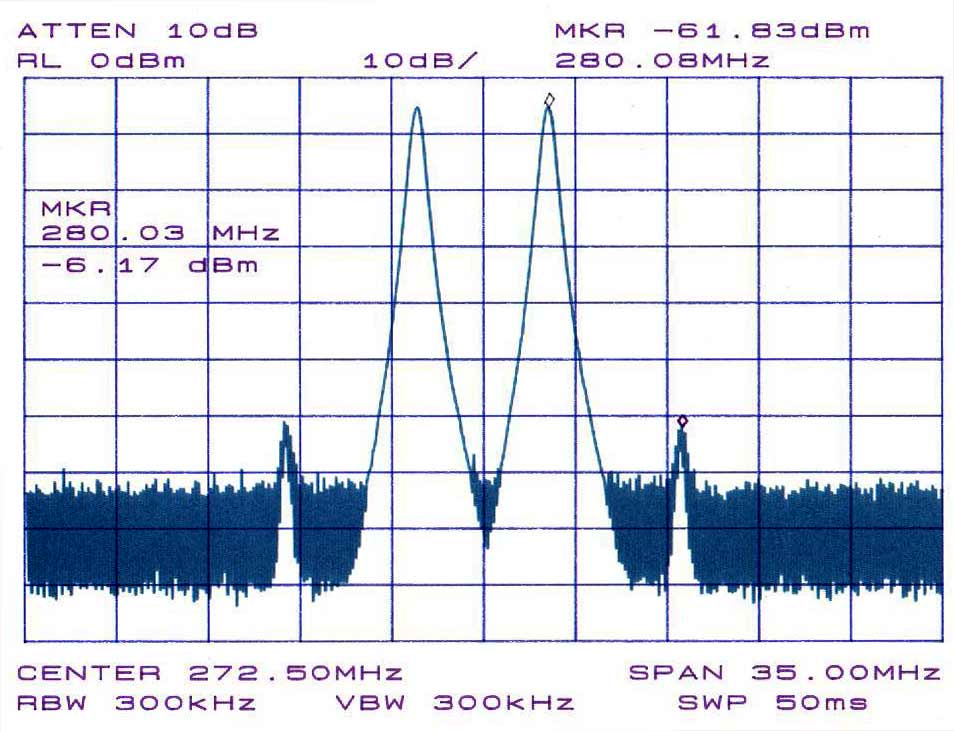
Спектр частот при інтермодуляційних спотвореннях

Спотворення сигналу — зміни сигналу(зміна початкової форми сигналу.), викликані розбіжністю ідеальних і реальних характеристик систем його обробки та передачі. В залежності від характеру змін спектру вхідного сигналу поділяються на нелінійні (частотні, інтермодуляційні, фазові), динамічні тощо.

## Нелінійні спотворення
Неліні́йні спотво́рення — будь-які спотворення вихідного сигналу, в результаті яких в складі цього сигналу виникають такі складові, які були відсутні у вхідному сигналі. Нелінійні спотворення являють собою зміни форми коливань, що проходять через електричну схему (наприклад, через підсилювач або трансформатор), у вигляді порушеннями пропорційності між миттєвими значеннями напруги на вході цього пристрою і на його виході. Оцінку нелінійних спотворень проводять або за ступенем спотворення тестових сигналів, або за характеристиками оператора тракту передачі.

### Гармонічні спотворення
Гармонічні спотворення — спричинені парними чи непарними гармоніками, які виникають через роботу на нелінійних ділянках характеристик. Ці спотворення спричиняють виникнення в частотному спектрі вихідного сигналу складових, відсутніх у вхідному сигналі. Кількісно гармонічні спотворення оцінюються коефіцієнтом гармонік. Типові значення КНС (на вході синусоїда):
- 0% — синусоїда;
- 3% — форма, близька до синусоїдальної;
- 5% — форма, наближена до синусоїдальної (відхилення форми вже помітні на око);
- до 21% — сигнал трапецеїдальної чи східчастої форми;
- 43% — сигнал прямокутної форми.

### Інтермодуляційні спотворення
Інтермодуляційні спотворення — спотворення, що виникають в результаті взаємодії декількох різних сигналів у нелінійних каскадах радіоприймального тракту. В результаті виникають нові складові спектра, які, звичайно, не збігаються з частотами гармонік вхідних сигналів і тому є більш помітними в порівнянні з гармонічними спотвореннями. Такі спотворення зашумлюють сигнал або проявляються як дзеркальний.
В багатоканальних підсилювачах, що живляться від спільного джерела, інтермодуляційні спотворення також можуть проявлятись через коливання напруги джерела, викликані коливаннями споживаного струму каналів. Спотворення виникають навіть тоді, коли на вході кожного з каналів присутній моночастотний сигнал, а частоти на кожному з каналів відрізняються. 

## Фазові спотворення
Фазові спотворення виникають в результаті частотно залежної затримки сигналу в пристрої. В підсилювачах такі спотворення можуть призводити до збудження автоколивань. Для їх запобігання штучно обмежують робочий діапазон частот пристрою. 